# Perihelion (Deep Purple)
Pour les articles homonymes, voir Perihelion.
Albums de Deep Purple
Live at the Rotterdam Ahoy
(2001) Bananas
(2003)
Perihelion est un DVD du groupe de rock britannique Deep Purple enregistré et sorti en 2001.

## Titres
1. "Woman from Tokyo" (Blackmore, Gillan, Glover, Lord, Paice) – 6:49
2. "Ted the Mechanic" (Gillan, Glover, Lord, Morse, Paice) – 5:12
3. "Mary Long" (Blackmore, Gillan, Glover, Lord, Paice) – 5:52
4. "Lazy" (Blackmore, Gillan, Glover, Lord, Paice) – 6:37
5. "No One Came" (Blackmore, Gillan, Glover, Lord, Paice) – 4:56
6. "Sometimes I Feel Like Screaming" (Gillan, Glover, Lord, Morse, Paice) – 7:11
7. "Fools" (Blackmore, Gillan, Glover, Lord, Paice) – 9:09
8. "Perfect Strangers" (Blackmore, Gillan, Glover) – 7:52
9. "Hey Cisco" (Gillan, Glover, Lord, Morse, Paice) – 6:26
10. "When a Blind Man Cries" (Blackmore, Gillan, Glover, Lord, Paice) – 7:17
11. "Smoke on the Water" (Blackmore, Gillan, Glover, Lord, Paice) – 6:34
12. "Speed King" (Blackmore, Gillan, Glover, Lord, Paice) – 15:11
  - Roger Glover Bass Solo
  - Ian Paice Drum Solo

Encore:
1. "Hush" (Joe South) – 3:20
2. "Highway Star" (Blackmore, Gillan, Glover, Lord, Paice) – 8:43

## Musiciens
- Ian Gillan — chant
- Roger Glover — basse, chœurs sur "Sometimes I Feel Like Screaming"
- Jon Lord — orgue Hammond, claviers
- Steve Morse — guitare, chœurs sur "Sometimes I Feel Like Screaming"
- Ian Paice — batterie